# 李承爀
李 承爀（り すんひょ、1999年1月27日 - ）は、ジャパンラグビーリーグワン 三菱重工相模原ダイナボアーズに所属するラグビーユニオンの選手。

## プロフィール
- 兵庫県神戸市出身。
- ポジションはフッカー(HO)。
- 身長 179 cm、体重 110 kg
- 父は神戸朝鮮高級学校と朝鮮大学校ラグビー部出身。
- 兄は法政大学ラグビー部出身[1]。2歳下の弟、承信もラグビー選手[2](現・コベルコ神戸スティーラーズ)。
- 日本代表キャップは1。（2024年11月24日現在）

## 略歴
2017年、大阪朝鮮高校時代には、主将を務めたことがある。卒業後、帝京大学に入る。
2021年、帝京大学卒業後、Honda Heat（現・三重ホンダヒート）に加入。
2022年1月16日に行われたJAPAN RUGBY LEAGUE ONE第1節日本製鉄釜石シーウェイブス戦で、リザーブとして公式戦初出場を果たした。
2024年6月、三菱重工相模原ダイナボアーズに入団。11月6日、日本代表のヨーロッパ遠征に追加招集された。同月24日に行われたリポビタンDツアー2024イングランド戦にて途中出場で日本代表初キャップを獲得した。